# Pulveroboletus
Pulveroboletus Murrill (złotak) – rodzaj grzybów z rodziny borowikowatych (Boletaceae).

## Charakterystyka
Większość gatunków to grzyby naziemne, zwykle z krótkim trzonem, niektóre mają długi trzon, niektóre z pierścieniem (np. Pulveroboletus ravenelii). Niektóre mają bardzo intensywne kolory.

## Systematyka i nazewnictwo
Pozycja w klasyfikacji według Index Fungorum: Boletaceae, Boletales, Agaricomycetidae, Agaricomycetes, Agaricomycotina, Basidiomycota, Fungi
Takson ten utworzył William Alphonso Murrill w 1909 r. Nazwę polską utworzyła Alina Skirgiełło w 1960 r.
Niektóre gatunki:
- Pulveroboletus aberrans Heinem. & Gooss.-Font. 1951
- Pulveroboletus acris Heinem. 1964
- Pulveroboletus albopruinosus Cetto 1987
- Pulveroboletus annulatus Heinem. 1951
- Pulveroboletus ravenelii (Berk. & M.A. Curtis) Murrill 1909
- Pulveroboletus ridleyi (Massee) Watling 2000

Wykaz gatunków i nazwy naukowe na podstawie Index Fungorum
We wcześniejszych klasyfikacjach do rodzaju Pulveroboletus zaliczano także:
- Pulveroboletus gentilis – złotoborowik drobny (Aureoboletus gentilis)
- Pulveroboletus hemichrysus – złociec siarkowy (Buchwaldoboletus hemichrysus)
- Pulveroboletus lignicola – złociec czerwonawy (Buchwaldoboletus lignicola)